# Rödingtjärnen (Stensele socken, Lappland, 721804-157033)
Rödingtjärnen är en sjö i Storumans kommun i Lappland och ingår i Umeälvens huvudavrinningsområde.